# Preußen Danzig
SC Preußen Danzig (celým názvem: Sportclub Preußen Danzig) byl německý fotbalový klub, který sídlil v západopruském městě Danzig (dnešní Gdaňsk v Pomořském vojvodství). Založen byl v roce 1909 pod názvem TuF Preußen Danzig. V roce 1933 se stal zakládajícím členem Gauligy Ostpreußen. Klub shodně jedenkrát opanoval Gauligu Ostpreußen a Gauligu Danzig-Westpreußen. Zaniká v roce 1945 po sovětsko-polské anexi Pruska. Klubové barvy byly černá a bílá.
Své domácí zápasy odehrával na stadionu Preußenplatz Bischofsberg.

## Historické názvy
- 1909 – TuF Preußen Danzig (Turn- und Fechtverein Preußen Danzig)
- 1921 – SC Preußen Danzig (Sportclub Preußen Danzig)

## Získané trofeje
- Gauliga Ostpreußen ( 1× )
  - 1933/34
- Gauliga Danzig-Westpreußen ( 1× )
  - 1940/41

## Umístění v jednotlivých sezonách
Stručný přehled
Zdroj: 
- 1934–1935: Gauliga Ostpreußen – sk. A
- 1935–1938: Gauliga Ostpreußen – sk. Danzig
- 1938–1939: Bezirksliga Ostpreußen
- 1939–1940: Gauliga Ostpreußen
- 1940–1944: Gauliga Danzig-Westpreußen

Jednotlivé ročníky
Zdroj: 
Legenda: Z - zápasy, V - výhry, R - remízy, P - porážky, VG - vstřelené góly, OG - obdržené góly, +/- - rozdíl skóre, B - body, červené podbarvení - sestup, zelené podbarvení - postup, fialové podbarvení - reorganizace, změna skupiny či soutěže
| Velkoněmecká říše (1933 – 1944) |                                 |        |     |     |     |     |     |     |     |     |        |
| Sezóny                          | Liga                            | Úroveň | Z   | V   | R   | P   | VG  | OG  | +/- | B   | Pozice |
| 1933/34                         | Gauliga Ostpreußen – sk. A      | 1      | 12  | 10  | 1   | 1   | 51  | 20  | +31 | 21  | 1.     |
| 1934/35                         | Gauliga Ostpreußen – sk. A      | 1      | 12  | 4   | 1   | 7   | 24  | 27  | -3  | 9   | 5.     |
| 1935/36                         | Gauliga Ostpreußen – sk. Danzig | 1      | 12  | 10  | 1   | 1   | 33  | 11  | +22 | 21  | 1.     |
| 1936/37                         | Gauliga Ostpreußen – sk. Danzig | 1      | 12  | 9   | 3   | 0   | 37  | 9   | +28 | 21  | 1.     |
| 1937/38                         | Gauliga Ostpreußen – sk. Danzig | 1      | 12  | 4   | 2   | 6   | 26  | 24  | +2  | 10  | 5.     |
| 1938/39                         | Bezirksliga Ostpreußen          | 2      | ... | ... | ... | ... | ... | ... | ... | ... |        |
| 1939/40                         | Gauliga Ostpreußen              | 1      | 4   | 3   | 1   | 0   | 14  | 7   | +7  | 7   | 2.     |
| 1940/41                         | Gauliga Danzig-Westpreußen      | 1      | 10  | 10  | 0   | 0   | 54  | 9   | +45 | 20  | 1.     |
| 1941/42                         | Gauliga Danzig-Westpreußen      | 1      | 17  | 6   | 2   | 9   | 37  | 41  | -4  | 14  | 7.     |
| 1942/43                         | Gauliga Danzig-Westpreußen      | 1      | 15  | 8   | 2   | 5   | 44  | 33  | +11 | 18  | 3.     |
| 1943/44                         | Gauliga Danzig-Westpreußen      | 1      | 17  | 5   | 2   | 10  | 34  | 48  | -14 | 12  | 8.     |

- 1933/34: Preußen (vítěz sk. A) ve finále vyhrál nad allensteinským Hindenburgem (vítěz sk. B) celkovým poměrem 8:4 (1. zápas – 2:3, 2. zápas – 6:1).
- 1933/34: Klub v německém mistrovství skončil v základní skupině A, kde se umístil na čtvrtém (posledním) místě.
- 1940/41: Klub v německém mistrovství skončil v základní skupině 1a, kde se umístil na třetím (posledním) místě.